# Danny Williams (Politiker)

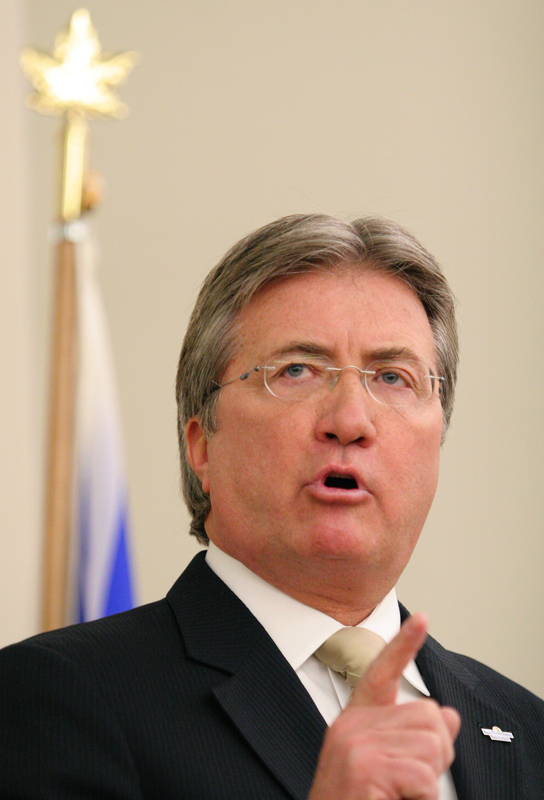
Danny Williams, 2007

Daniel „Danny“ Williams, QC (* 4. August 1950 in St. John’s, Neufundland) ist ein kanadischer Politiker, Rechtsanwalt und Unternehmer. Er war vom 6. November 2003 bis zum 3. Dezember 2010 Premierminister der Provinz Neufundland und Labrador. Erst 2001 war er in die Politik eingestiegen, nachdem er ein von ihm mit aufgebautes Kabelfernsehnetz verkauft hatte und kurz danach zum Vorsitzenden der Progressive Conservative Party of Newfoundland and Labrador gewählt wurde. Williams’ Regierungsstil galt außerhalb der Provinz als äußerst kontrovers. Auseinandersetzungen um einen höheren Anteil der Provinz an den Einnahmen aus Offshore-Erdölvorkommen führten zu einem tiefen Zerwürfnis mit der Bundesregierung und sorgten in ganz Kanada regelmäßig für Schlagzeilen.

## Studium und Berufsleben
Daniel Williams wuchs in der Provinzhauptstadt St. John’s auf. An der dortigen Memorial University of Newfoundland studierte er Politikwissenschaft und Wirtschaftswissenschaft. Aufgrund seiner herausragenden Leistungen erhielt er 1969 ein Rhodes-Stipendium und wechselte an die University of Oxford in England, wo er ein Studium der Rechtswissenschaft begann und nebenbei in der Eishockey-Mannschaft der Universität spielte. Anschließend machte er an der Dalhousie University in Halifax einen Abschluss als Bachelor of Laws.
1972 erhielt Williams die Zulassung als Rechtsanwalt in Neufundland und Labrador und wurde 1984 zum Kronanwalt ernannt. Noch während seines Studiums führte er ein Konsortium von Unternehmern an, das sich eine der ersten Konzessionen Neufundlands für Kabelfernsehen sicherte. Durch zahlreiche Übernahmen baute Williams Cable Atlantic zu einem der größten Kommunikationsunternehmen in den atlantischen Provinzen aus. Als Hauptaktionär verkaufte er das Unternehmen im Jahr 2000 für 280 Millionen kanadische Dollar an Rogers Cable, was ihm den Spitznamen „Danny Millions“ einbrachte. Williams war darüber hinaus Präsident des Erdöl- und Erdgasunternehmens OIS Fisher, eröffnete drei Golfplätze und stand mehreren wohltätigen Organisationen vor.

## Politik
Erst 2001 wandte sich Williams der Politik zu. Im April jenes Jahres kandidierte er mit Erfolg um den Vorsitz der Progressiv-Konservativen, die damals in der Opposition waren. Am 2. August 2001 wurde er bei einer Nachwahl im Wahlbezirk Humber West in das Abgeordnetenhaus von Neufundland und Labrador gewählt. Sein Abgeordnetengehalt spendete er wohltätigen Zwecken. Bei der Wahl am 21. Oktober 2003 konnten die Progressiv-Konservativen um fast 18 % zulegen und errangen die absolute Mehrheit der Sitze.
Williams trat sein Amt am 6. November 2003 an. Schon bald sorgte er für Kontroversen. Um das Budgetdefizit zu senken, kündigte er Ende März 2004 an, verschiedene Bauprojekte aufzuschieben, die Löhne der Staatsangestellten einzufrieren und in der Provinzverwaltung 4000 Stellen zu streichen. Daraufhin streikten rund 20.000 Staatsangestellte einen Monat lang, bis Williams sie mit einer Gesetzesänderung wieder zur Arbeit zwang.
Im Dezember 2004 erlangte Williams im ganzen Land mediale Aufmerksamkeit, als er die Entfernung sämtlicher kanadischer Flaggen von den Regierungsgebäuden in Neufundland und Labrador anordnete. Damit protestierte er gegen die von der Bundesregierung geplante geringere Bewertung der zukünftigen Einnahmen aus dem Offshore-Erdölvorkommen bei den Ausgleichszahlungen. Williams erzwang Neuverhandlungen mit Paul Martins Bundesregierung und handelte für seine Provinz eine einmalige Vorauszahlung von 2,6 Milliarden Dollar auf die zu erwartenden Fördergebühren aus. Nach diesem Verhandlungserfolg stiegen seine zuvor tiefen Zustimmungswerte in Meinungsumfragen auf Rekordwerte. Andere Provinzregierungen kritisierten allerdings die Sonderregelung. Am 9. Oktober 2007 wurde Williams’ Regierung bei der Provinzwahl bestätigt. Die Progressiv-Konservativen steigerten ihren Wähleranteil um 11 % auf 69 %, ihre Kandidaten setzen sich in 44 der 48 Wahlbezirke durch.
Während seiner zweiten Amtszeit verschlechterten sich die Beziehungen zur Bundesregierung zusehends, obwohl mit Stephen Harper ein ideologisch nahestehender Premierminister regierte. Williams warf Harper vor, den mit Martin ausgehandelten Vertrag nicht einhalten zu wollen. Während des Wahlkampfs vor der Unterhauswahl 2008 betrieb er eine gegen Harper gerichtete Kampagne, die unter dem Motto ABC – Anything but Conservative („Alles außer konservativ“) stand. Er rief die Wähler seiner Provinz dazu auf, ihre Stimme nicht den Kandidaten der Konservativen Partei Kanadas zu geben. Die ABC-Kampagne war ein Erfolg, da die Konservativen in Neufundland und Labrador keinen Sitz erringen konnten. Ganz im Sinne Williams’ verpassten sie kanadaweit auch die absolute Mehrheit der Sitze.
Am 25. November 2010 gab Williams bekannt, dass er am 3. Dezember zurücktreten werde. An seine Stelle trat Vizepremier Kathy Dunderdale. Sie amtierte bis zu ihrem Rücktritt im Jahr 2014.